# Zaouïa (Libye)
Pour l'édifice religieux musulman, voir Zaouïa (édifice religieux).
Pour le district libyen, voir Az Zaouiyah (district).
Zaouïa, aussi orthographiée Azzawiya, Zaouïah, Zawiyah, Zaouia, Ḩārat az Zāwiyah, Al Ḩārah, El-Hára ou Haraf Az Zāwīyah (en arabe الزاوية, translittéré Az Zāwiyah ou Az Zaouiah) est une ville libyenne située dans le nord-ouest du pays, sur la côte méditerranéenne, à environ 50 kilomètres à l'ouest de Tripoli, sur la route qui va de la frontière tunisienne à la capitale.

## Géographie
Elle est la capitale du district (chabiyat) d'Az Zaouiyah. Avec 198 567 habitants d'après le recensement de 2008, c'est la septième ville du pays par la population.

## Économie
L'une des deux principales raffineries du pays se trouve à Zawiyah - elle a traité environ 120 000 barils de pétrole brut par jour en 2009 - l'autre se trouvant à Ras Lanouf. Zawiyah dispose aussi d'une université fondée en 1988.

## Histoire

### Révolte de 2000
En septembre 2000, la population de Zaouïa se soulève: la répression militaire fait dix (selon les autorités libyennes) à 100 morts.

### Guerre civile libyenne de 2011
Zaouïa est le théâtre d'affrontements pendant la révolte libyenne de 2011 entre forces pro-Kadhafi et insurgés, notamment le 24 février. Elle passe entre les mains de ces derniers le 27, mais des unités pro-Khadafi mènent une contre-offensive le 4 mars à 6h du matin, tuant des dizaines de personnes et détruisant de nombreux bâtiments. La katiba de Khamis Kadhafi a attaqué la ville de Zaouïa par l'est et la katiba de Hosban par l'ouest. Mais ce même jour, les insurgés parviennent à repousser les unités pro-Kadhafi en dehors de la ville,.
Le 9 mars, après deux semaines de combat, le gouvernement reprend le contrôle de la ville. Le 16 juillet, le colonel Kadhafi s'y adresse à des milliers de manifestants, dans un discours retransmis par haut-parleurs .
L'armée des insurgés lance une offensive depuis les montagnes Nefoussa, au Sud, et parvient à reprendre pied dans la ville le 13 août. Le 19 août, elle occupe entièrement la ville.